# نقاط (منظمة)
نقاط هي منظمة غير ربحية مقرّها الكويت، تركز على التنمية الثقافية في المنطقة. ينضم إلى المنظمة مشاركون متنوعون من جميع أنحاء العالم على مدار العام، لمناقشة التصميم وريادة الأعمال والهندسة المعمارية والفنون الجميلة والتكنولوجيا والثقافة والشؤون الاجتماعية. نقاط هي في المقام الأول منصة لتوفير البرمجة الثقافية والتواصل المجتمعي.[بحاجة لمصدر]

## تاريخ
عُرفت "نقاط" لأول مرة باسم "نقاط على الحروف"، ووفقا لمؤسسيها، فقد تأسست منظمة نقاط نتيجة "الإحباط الناجم عن الافتقار إلى التبادل النشط في الشرق الأوسط"، وتهدف إلى تسهيل وتمكين ورعاية مجتمع تعاوني يعمل على حل التحديات الاجتماعية من خلال التفكير الإبداعي. وتطوير الإبداع العربي على كافة المستويات، بما في ذلك التصميم والإعلان والهندسة المعمارية والأزياء والإنتاج وجميع المجالات الاجتماعية والثقافية ذات الصلة الأخرى.[بحاجة لمصدر]
تأسست المنظمة في عام 2009 من خلال اتحاد لمدة يومين وبدأت أنشطتها المكثفة في عام 2010، حيث استضافت مؤتمرًا وورشة عمل ومعرضًا في جامعة الخليج للعلوم والتكنولوجيا بالكويت حول موضوع التلوث البصري. في عام 2012، نظمت نقاط ورش عمل ومعارض ومؤتمرات تحت عنوان "المدينة المفقودة للأرابيسك" في كل من الكويت ودبي، وقد تم إنتاج هذا الأخير بالتعاون مع هيئة دبي للثقافة والفنون وتشكيل وتتبع مسار الفنون التقليدية في دبي إلى نظيراتها الحديثة.
2009: أقيم المؤتمر الأول تحت شعار "نقاط على الحروف" بمشاركة 3 متحدثين و3 ورش عمل و80 مشاركاً على مدى يومين.
2010: تم عقد مؤتمر أكبر تحت عنوان "التلوث البصري في العالم العربي" بمشاركة 12 متحدثًا و9 ورش عمل و200 مشارك على مدى 3 أيام.
2012: تلقت "نقاط" دعوة من أيام التصميم في دبي لإقامة المؤتمر في دبي كجزء من برنامجها في شهر مارس. استضاف المؤتمر 26 متحدثًا و12 ورشة عمل و200 مشارك على مدى 5 أيام. واختتم المؤتمر نفسه في الكويت. وتم اتخاذ القرار بأن تكون الكويت هي القاعدة الرئيسية للمؤتمر الكبير وإقامة العديد من الأنشطة الصغيرة في دول مجلس التعاون الخليجي ومنطقة الشرق الأوسط وشمال أفريقيا.
2013: حصلت "نقاط" على دعم وزارة الدولة لشؤون الشباب وأقامت المؤتمر بمشاركة 27 متحدثًا و12 ورشة عمل و750 مشاركًا على مدى 7 أيام تحت عنوان "تنفيذ الصدمة الثقافية".
2014: كان موضوع المؤتمر "الحلقة المفقودة: ممارسة النهج الجماعي". طُلب من المتحدثين أن يتناولوا جزءًا صعبًا من العملية الإبداعية، وهو التعاون. حصلت نقاط على ترخيصها كشركة غير ربحية. أقامت نقاط شراكة مع شركة لود آرت في المملكة العربية السعودية لإنتاج النسخة الثانية من برنامج "تنفيذ الصدمة الثقافية"، والذي كان، وفقًا لسفيرة نقاط تالا صالح، وسيلة للتأكيد على "الإطار المجتمعي" لنقاط كمنظمة عربية.
2015: تحت عنوان "متلازمة النسخ واللصق"، تناول البرنامج الذي استمر لمدة سبعة أيام فكرة الأصالة بالإضافة إلى إيجابيات وسلبيات النسخ. وأصبح المؤتمر بمثابة برنامج يشرك المنظمات الثقافية المحلية والإقليمية في تنفيذ أنشطتها الخاصة كجزء من البرنامج. كما شهد هذا العام إطلاق برنامج "نقاط جونيور"، وهو برنامج تعليمي إبداعي للأطفال.
2016: نظمت "نقاط" المؤتمر السنوي حول "الحاسة السابعة: تعزيز الاقتصاد الإبداعي في الشرق الأوسط". تناول مؤتمر نقاط الطرق التي يمكن من خلالها للحاسة السابعة، أي آلية العقل البشري التي تنتج أفكاراً جديدة، أن تعمل على تطوير الابتكار في الصناعات في العالم العربي وخارجه. عند النظر إلى فكرة الطاقة البديلة، تم الاقتراح أن الإبداع يجب أن يؤدي دوراً أكبر في دعم اقتصاداتنا أثناء تقدمنا إلى الأمام. خلال المؤتمر، أجرينا أول جولة على الإطلاق من جلسات الاستكشاف حول ثلاثة جوانب من الاقتصاد الإبداعي. جمعت جلسات الاستكشاف هذه مجموعة متنوعة من الأكاديميين والمحترفين والمثقفين والمبدعين والمصممين وغيرهم لمناقشة موضوع معين يتعلق بالاقتصاد الإبداعي.
2018: قدمت نقاط منتدى خاصا لمدة يومين بعنوان "رأس المال البشري: الاستثمار في الإبداع من أجل التأثير الاجتماعي". شهد المنتدى محادثات عامة وحلقات نقاشية استكشفت مختلف التعمق في الاقتصاد الإبداعي وتحفيز الحكمة الجماعية للعقول والأرواح من أجل تقدم المجتمع.
في أعوام 2012 و2013 و2014 و2015 و2016، أقيمت النسخة الكويتية من مؤتمر نقاط في مركز الأمريكان الثقافي (دار الآثار الإسلامية) واستضاف بيت السدو ورش العمل.
بالنسبة لمنتدى 2018، فقد نظرت "نقاط" إلى مكان آخر، وقررت اتخاذ خطوة مختلفة فيما يتعلق بالمكان الذي سيقام فيه الحدث، وبالتالي نظرت إلى مركز الشيخ جابر الأحمد الثقافي، دار الثقافة/دار الأوبرا التي تم افتتاحها في الكويت، يوفر مركز الشيخ جابر الأحمد الثقافي مساحة للحوار ومشاركة المهارات والمعرفة، مما يمنح الأصوات الشابة منتدى للتحدث. يعد المركز الثقافي منصة للتبادل التعليمي والثقافي، كما يعمل كقوة مؤثرة في مجال الترفيه والثقافة ومساحة إنتاجية للمنطقة.

## البرمجة الثقافية
تنظم نقاط بشكل دوري مسابقات فنية وتصميمية وعروض أفلام ومعارض وفعاليات ثقافية أخرى. بالتعاون مع (29Letters)، وهي شركة متخصصة في صناعة الحروف ومقرها بيروت، استضافت نقاط أول مسابقة حروف سنوية في عام 2014. تهدف شركة حروف إلى التعرف في مجموعة المتقدمين لديها على تصميمات طباعة ثنائية اللغة جديدة باللغتين العربية واللاتينية.
ومن بين الأفلام التي عرضتها نقاط فيلم مذكرات شهرزاد للمخرجة زينة دكاش، وأفلام قصيرة لمخرجين كويتيين بما في ذلك فيلم ديناصور للمخرج مقداد الكوت.

### المؤتمرات
تدعو مؤتمرات نقاط قادة الفكر الإقليميين والدوليين للمشاركة في شكل منظم من المحادثات والمناقشات الجماعية وورش العمل والفعاليات الثقافية المفتوحة للجمهور. يهدف كل مؤتمر إلى استكشاف فكرة مركزية.

### جلسات الاستكشاف (نقاط في الجولة)
في عام 2016، نظمت نقاط المؤتمر السنوي تحت عنوان "تعزيز الاقتصاد الإبداعي".
وفي الوقت نفسه، عقدت نقاط سلسلة تجريبية من جلسات الاستكشاف في عام 2016 والتي نظرت في المواضيع الثلاثة التالية: "الهندسة المعمارية والتخطيط الحضري"، "عجز التصميم في الخليج" و"تمويل الاقتصاد الإبداعي". جمعت هذه الجلسات المهندسين المعماريين والأكاديميين والفنانين والكتاب والمستثمرين والمصممين والمفكرين المبتكرين لتحفيز الحوار وخلق فهم متعدد الأبعاد للقضايا السائدة في ثلاثة مجالات مختلفة. وبناءً على هذا التحليل، تم تحديد الخطوات العملية ونشرها في تقرير أعدته نقاط.

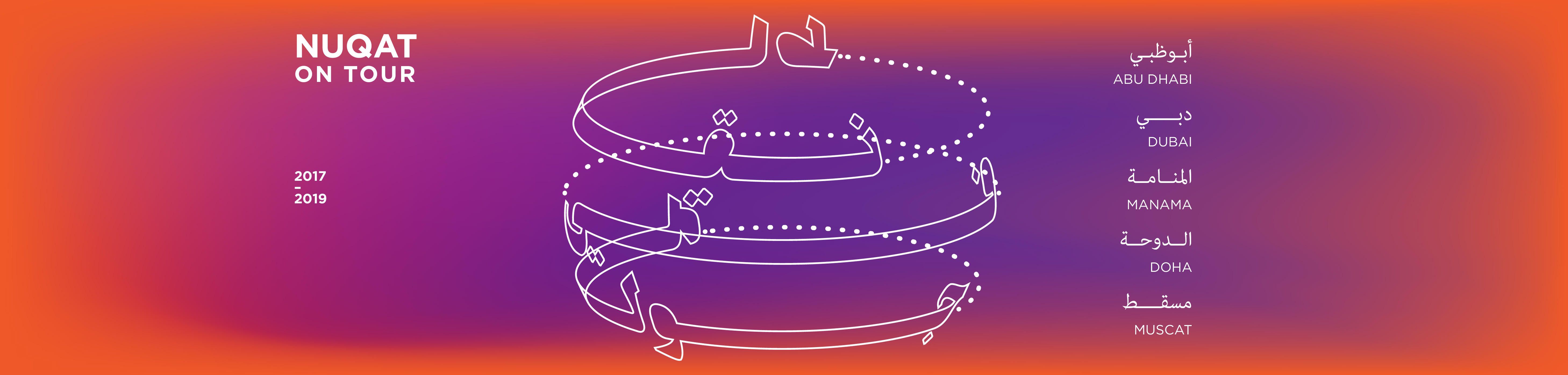
شعار نقاط في الجولة

## البرامج التعليمية

### ورش العمل
منذ عام 2009، قدمت نقاط العشرات من ورش العمل في مجموعة متنوعة من مواضيع الفن والتصميم العملية والنظرية. ستوديو نقاط هو عبارة عن سلسلة من ورش العمل والفعاليات التي تقدمها نقاط. توفر نقاط فرص بناء المهارات والانغماس في الصناعة للفرق والأفراد (بما في ذلك الطلاب والمحترفين والهواة). يهدف ستوديو نقاط إلى توفير منفذ إبداعي يعمل بدوره على تطوير القدرات الإبداعية والمهارات المهنية والشبكات للمشاركين فيه. يعتبر ستوديو نقاط بمثابة شكل من أشكال التعلم البديل بالإضافة إلى كونه منصة للتعليم المستمر.
أدت ورشة عمل فن الشوارع التي أقامتها نقاط إلى تدخلات فنية عامة في منطقة المباركية وعلى دوار الشيراتون في قلب مدينة الكويت. تقدم نقاط حاليًا سلسلة دورات في التصوير الفوتوغرافي والتصميم وريادة الأعمال.

### زين نقاط IN•DIG•GO
في عام 2017، دخلت نقاط في شراكة مع مجموعة زين، الشركة الرائدة في مجال الاتصالات المتنقلة في ثمانية أسواق في منطقة الشرق الأوسط وإفريقيا. ومن المقرر أن تقوم المنظمتان معًا بتقديم مبادرة تنموية أطلق عليها اسم (IN•DIG•GO)، وهو برنامج تعليمي بديل قائم على موضوعات محددة للأطفال الذين تتراوح أعمارهم بين 6 و11 عامًا. يهدف البرنامج إلى تعزيز فهم المشاركين وتوسيع معارفهم وتطوير مهاراتهم الناعمة والتعليمية. ويعد البرنامج الأول من نوعه في المنطقة، وسيتم إطلاقه في البداية كمشروع تجريبي لدعم أطفال موظفي زين في الكويت. سيكون هذا المشروع التجريبي بمثابة منصة تعليمية لجميع أصحاب المصلحة، ومن المقرر بعد ذلك طرح البرنامج على نطاق أوسع.

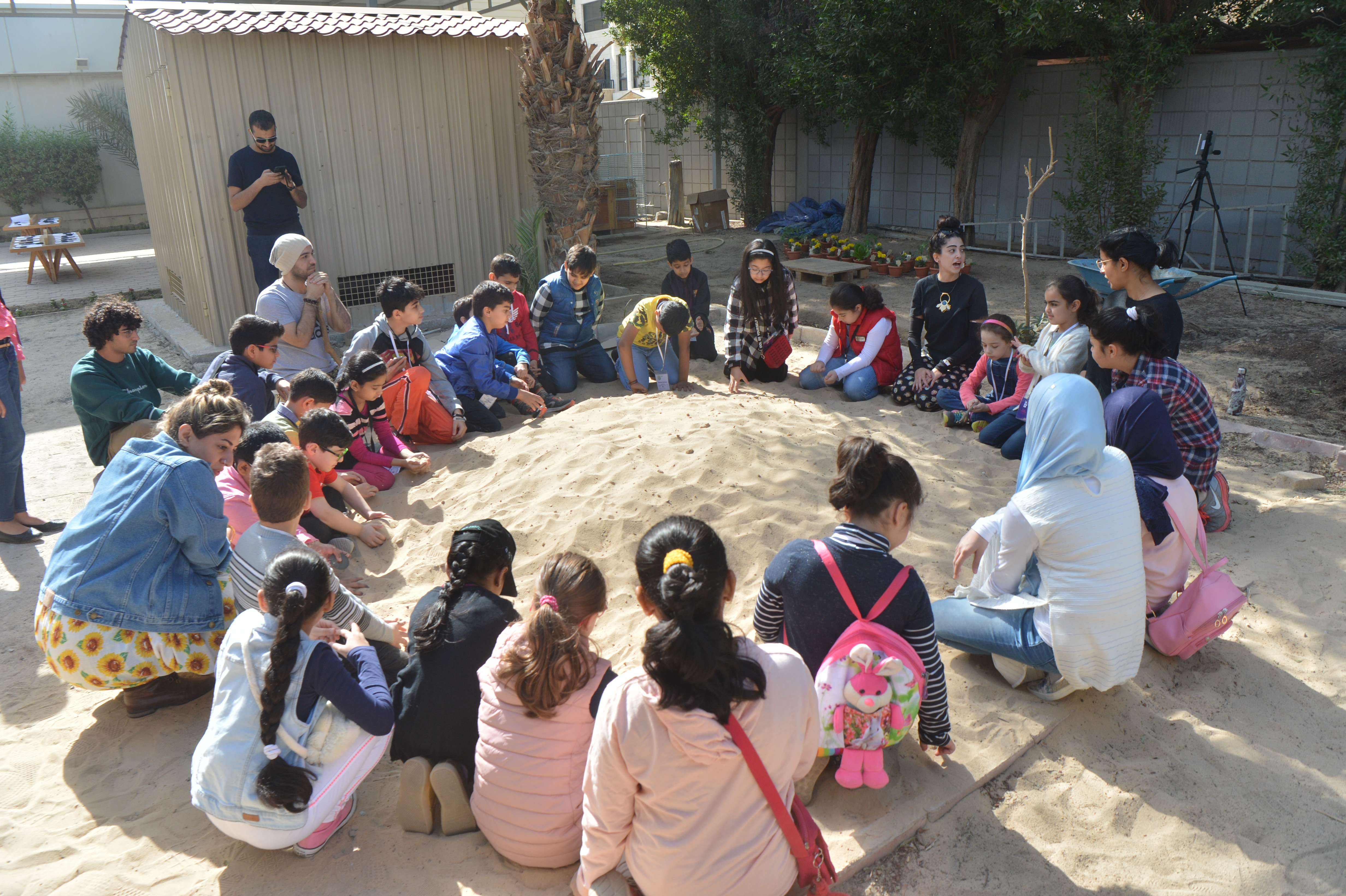
مجموعة (In.Dig.Go) تجتمع في حديقة

## الشراكات
حصلت ورش عمل نقاط على العديد من الرعاة المختلفين. في عام 2014، قدمت طيران الجزيرة وإيكيا المواد والدعم لورش العمل التي قام المشاركون فيها بإنشاء تصميمات لشركة الطيران وشركة الأثاث العملاقة. في عام 2015، قامت صناعات الغانم برعاية ورشة عمل الدكتور عمار بهبهاني بعنوان "ريادة الأعمال المبتكرة: عملية إبداعية"، كما قامت (Elevation Burger) برعاية ورشة عمل واجهة بعنوان "التصميم الاجتماعي | في الواجهة".